# タソス・パパドプロス
タソス・パパドプロス（Tassos Nikolaou Papadopoulos、ギリシア語: Τάσσος Παπαδόπουλος、1934年1月7日 - 2008年12月12日）は、キプロスの政治家。同国大統領（第5代）を務めた。妻との間に4人の子がいる。
ニコシア生まれ。ロンドンのキングス・カレッジ・ロンドンで法律を学んだ後、弁護士として活動した。1970年に議員に当選するも、反独裁活動のため逮捕・投獄される。1976年には議員に復帰し、1981年に中央統一党を結成した（のちに民主党と合流）。
2000年に民主党の党首となり、2003年3月1日に第5代大統領に就任した（任期は5年）。2006年にはエジプトをキプロスの指導者としてはおよそ40年ぶりに訪問し、ムバラク大統領と会談した。